# New Territories
Pour plus de détails, voir Fiche technique et Distribution.
New Territories est un film français écrit et réalisé par Fabianny Deschamps. Il a notamment été présenté à la section ACID du Festival de Cannes 2014 et la même année au Festival des films du monde de Montréal.

## Synopsis
Eve, une commerciale française, vient conquérir le marché chinois avec un nouveau procédé funéraire.
Li Yu, une ouvrière chinoise, s'apprête à passer clandestinement à Hong Kong.
C'est à la lisière  de deux mondes, entre fascination et possession que leurs destins vont se confondre…

## Fiche technique
- Titre : New Territories
- Réalisation : Fabianny Deschamps
- Scénario : Fabianny Deschamps
- Photographie : Tommaso Fiorilli
- Son : Alexandre Hecker
- Montage : Raphaëlle Martin-Holger
- Musique: Olaf Hund
- Producteurs : Nathalie Trafford, Alexandre Hecker
- Sociétés de production : Audimage Production et Paraiso Films
- Distribution : ZED
- Pays d'origine :  France
- Genre : drame
- Langue originale : mandarin
- Durée : 84 minutes
- Dates de sortie : 
  - France : 2 décembre 2015[5]

## Distribution
- Eve Bitoun : Eve
- Yilin Yang  : Li Yu
- Dimitri Sani  : l'homme

## Autour du film
Depuis la révolution culturelle, le Parti a rendu l'incinération obligatoire en Chine, afin de limiter l'importance des traditions religieuses. Or, ce procédé est absolument incompatible avec les rites funéraires traditionnels et le respect du culte des ancêtres. La population chinoise, attachée à ces racines a vécu cette interdiction comme un drame sociétal.
New Territories s'est construit à partir d'un fait divers relayé par le South China Morning Post à Hong Kong : près de Shantou, en Chine du Sud, des bandes appartenant aux triades hongkongaises se sont spécialisées dans le commerce de morts afin d'offrir aux familles l'opportunité d'échanger le corps de leur proche défunt contre celui d'un inconnu et de pouvoir ainsi respecter les rites funéraires traditionnels. Ces corps étaient ceux de femmes, de vieillards, de handicapés... enlevés et assassinés et vendus pour environ 10 000 RMB (900 euros), une fortune pour un paysan.

## Festivals
- Festival de Cannes 2014
- Festival des films du monde de Montréal
- Festa do Cinema Frances
- Festival OFNI
- Festival French May (Hong Kong)
- Festival Entrevue Belfort
- Journées cinématographiques de Carthage (Tunisie)
- Festival Anthropologie numérique –Le Cube-
- Festival international du film d'Aubagne
- Cinémaginaire Argelès-sur-Mer